# Витебские князья
Князья́ Ви́тебские — правители Витебского княжества Полоцкой земли из рода потомков Святослава Всеславича полоцкой ветви Рюриковичей.

## История
В силу весьма раннего периода своего существования и второстепенной роли в политической жизни Киевской Руси сведений об истории рода и его представителях сохранилось крайне мало, они носят обрывочный, неточный, иногда противоречивый характер. Многое восполняется научными предположениями исследователей.
Происхождение принято считать от удельного князя витебского Святослав Всеславича — замужнего, вероятно, на дочери великого князя киевского Владимира II Всеволодовича Мономаха одного из двух младших сыновей князя полоцкого и великого князя киевского Всеслава Брячиславича Вещего (Чародея). Очерёдность старшинства сыновей Всеслава Брячиславича — дискуссионна (см. Старшинство Всеславичей).
Представители рода правили (с перерывами) в Витебском княжестве в период с 1101 по 1320 годы. Результативно боролись с представителями других (Друцкой, Минской и др.) ветвей полоцких князей за обладание главным уделом Полоцкой земли — Полоцком и периодически в нём княжили.
Заметным представителем рода является внук Святослава Всеславича — Всеслав Василькович (ум. ок. 1186), князь витебский и полоцкий. Был женат на дочери Романа Ростиславича, князя смоленского и великого князя киевского.
Принадлежность к роду святой преподобной Евфросинии Полоцкой (урождённой полоцкой княжны Предславы) не является однозначной. Некоторые исследователи (например, Н. А. Баумгартен) склонны считать её дочерью не Святослава Всеславича, а Ростислава Всеславича — иного из двух младших сыновей Всеслава Брячиславича Вещего (Чародея), родоначальника другой ветви полоцких князей.
Возможно, последним (по имеющимся данным) представителем рода был не оставивший сыновей князь Ярослав Василькович, удельный князь Витебска в 1297—1320 годы. Его дочь Мария была замужем за великим князем литовским Ольгердом. Вероятно, со смертью Ярослава Васильковича в 1320 году род угас. Витебское княжество унаследовал его зять Ольгерд.
Князь Ярослав Василькович был последним, по сохранившимся сведениям, владетельным князем не только в роду удельных князей Витебских (Витебской линии полоцких князей). Он также являлся последним известным правителем удела Полоцкой земли из числа представителей всей полоцкой ветви Рюриковичей в целом. Последний из Рюриковичей известный удельный князь Полоцка (главного удела Полоцкой земли), владевший Полоцком до 1240-х годов, князь Брячислав Василькович был также представителем рода князей Витебских, удельным князем Витебска в 1221—1232 годы, и доводился Ярославу Васильковичу родным дедом.
Таким образом, с угасанием рода удельных князей Витебских завершилась более чем трёхвековая история полоцких Рюриковичей как правящей династии Полоцкой земли и первой удельной династии Киевской Руси.
История самой полоцкой ветви Рюриковичей как рода на этом не была окончена. Позднейшими представителями этой ветви Рюриковичей, различными линиями (ветвями) прямых потомков полоцких князей, по всей видимости, являются несколько последующих литовско-русских родов. Предположительно, ветвями именно удельных князей Витебских в частности являются князья Лукомские, Мошковские.

## Список князей Витебских
- 1101—1129: Святослав Всеславич
- 1129—1132: Василько Святославич
- 1132—1162: Всеслав Василькович
- 1162—1165: Роман Вячеславич
- 1165—1167: Давыд Ростиславич Смоленский (завоёвано Смоленским княжеством)
- 1168—1175: Брячислав Василькович
- 1175—1178: Всеслав Василькович (повторно)
- 1178—1181: Брячислав Василькович (повторно)
- 1180—1186: Всеслав Василькович (в третий раз)
- 1186—1221: Василько Брячиславич
- 1221—1232: Брячислав Василькович Полоцкий
- 1232—1262: неизвестный правитель, возможно, Изяслав Брячиславич
- 1262—1263: Константин Безрукий
- 1264: Изяслав Брячиславич
- 1270—1280/97: Михаил Константинович
- 1280/97—1297: Василько Брячиславич
- 1297—1320: Ярослав Василькович
- 1320—1377: Ольгерд (с 1345 великий князь литовский, женился на дочери Ярослава Васильковича Марии и унаследовал витебский престол)
- 1377—1393: Иулиания Александровна Тверская, вторая жена Ольгерда
- 1393: Витовт
- Наместники великого князя литовского:
  - 1394—1396: Фёдор Весна
  - 1396: Свидригайло